# Maxime De Zeeuw
Maxime De Zeeuw (Ukkel, 26 april 1987) is een Belgisch basketballer.

## Carrière
De Zeeuw speelde in de jeugd van RBC Eclair en Brussels waarmee hij uiteindelijk zijn debuut maakte in de derde klasse. In 2005 sloot hij zich aan bij RBC Pepinster waarmee hij zijn debuut op het hoogste niveau maakte. In 2010 verliet hij de club voor een jaar bij Optima Gent, hij keerde een jaar later terug maar voor een seizoen. Hij speelde tussen 2012 en 2014 voor de Antwerp Giants en werd in 2014 uitgeroepen tot speler van het jaar.
Hij ging in 2014 spelen voor het Italiaanse Virtus Roma. Na een seizoen ging hij naar ČEZ Nymburk waarmee hij de landstitel won. Hij ging daarna spelen voor het Duitse Baskets Oldenburg. Daarna speelde hij van 2018 tot 2020 speelde hij voor het Spaanse Obradoiro CAB. Hij kwam in 2020 kort uit voor het Poolse Zastal Zielona Góra maar tekende voordat hij een wedstrijd speelde voor Hapoel Holon BC. Na enkele maanden zonder contract te zitten tekende hij in januari 2022 een contract bij New Basket Brindisi, de club stond op het moment zevende in de competitie. Voor het seizoen 2022/23 tekende hij bij de Belgische ploeg Limburg United.
In de zomer van 2024 zette hij een stap terug en tekende bij tweedeklasser BC Comblain. Die club veranderde in 2025 haar naam in CB Liège.

## Erelijst
- Belgisch belofte van het jaar: 2009
- Belgisch speler van het jaar: 2014
- Tsjechisch landskampioen: 2016
- Balkan International Basketball League: 2021
- Belgisch bekerwinnaar: 2024